# Uroš Velepec
Uroš Velepec (* 17. Mai 1967 in Dolsko) ist ein ehemaliger slowenischer Biathlet, der an zwei Olympischen Spielen teilnahm (1992, 1994) und später als Triathlet aktiv war. Er betreute als Trainer die Biathlon-Nationalmannschaften Sloweniens, der Ukraine und Deutschlands. Seit 2025 ist er Cheftrainer der polnischen Nationalmannschaft der Männer.

## Werdegang
Uroš Velepec lebt in Domžale. Er ist der jüngere Bruder von Jure Velepec (* 1965).
Er begann 1988 mit dem Biathlonsport und startete für SD Sokol. Bei den Biathlon-Weltmeisterschaften 1989 in Feistritz an der Drau wurde Velepec 61. des Einzels und 72. des Sprintrennens.

### Olympische Winterspiele 1992
Sein nächstes Großereignis konnte er erst bei den Olympischen Winterspielen 1992 in Albertville laufen, nachdem sich Slowenien von Jugoslawien getrennt hatte und ein neues Nationalteam mit slowenischen Athleten gebildet wurde. In Frankreich wurde der Slowene 68. des Sprints und als Startläufer mit Aleksander Grajf, seinem Bruder und Janez Ožbolt 20. im Staffelrennen.
Einzige Starts bei Weltmeisterschaften für Slowenien erreichte Velepec in der zwischenolympischen Saison 1993 in Borowetz. Im Einzel wurde er 47., erreichte im Sprint mit einem siebten Platz sein bestes internationales Resultat und kam mit der Staffel in Olympiabesetzung – Velepec dieses Mal als Schlussläufer – auf einen 13. Rang.

### Olympische Winterspiele 1994
Ein letzter Karrierehöhepunkt und Abschluss wurden die Olympischen Winterspiele 1994 in Lillehammer, bei denen er 36. des Sprints und mit seinem Bruder, Boštjan Lekan und Ožbolt als Startläufer Staffel-Zehnter wurde.
Im Jahr 2000 konnte der damals 34-Jährige im Triathlon den Ultraman Hawaii (10 km Schwimmen, 421 km Radfahren und 84 km Laufen) gewinnen und diesen Erfolg 2001 wiederholen.

### Trainerkarriere
Velepec war slowenischer Nationaltrainer im Biathlon, bevor er von 2014 bis 2018 die ukrainischen Frauen trainierte. Danach kehrte er zunächst für drei Jahre als Cheftrainer der Männer nach Slowenien zurück und betreute diese bei den Heim-Weltmeisterschaften auf der Pokljuka 2021, übernahm dann aber in der Saison 2021/22 wiederum das Amt bei den ukrainischen Frauen.
Im April 2022 gab der Deutsche Skiverband bekannt, dass Velepec ab der Saison 2022/23 als Co-Trainer der deutschen Nationalmannschaft der Männer an der Seite des Cheftrainers Mark Kirchner tätig sein wird. Nach dieser Saison zog sich Kirchner überraschend vom Amt zurück, woraufhin Velepec zum verantwortlichen Trainer aufrückte. Co-Trainer wurde Jens Filbrich. In seiner ersten Saison als Cheftrainer gewann die deutsche Mannschaft insgesamt vier Weltcuprennen und landete erstmals seit 2017 wieder vor Frankreich auf Platz zwei der Nationenwertung; bei den Weltmeisterschaften in Nové Město gewann Benedikt Doll eine Bronzemedaille. In der Saison 2024/25 erreichten deutsche Athleten im Dezember und Januar nur drei Podestplätze. Nach den Weltmeisterschaften in Lenzerheide, bei denen die deutsche Männer- sowie Mixed- und Single-Mixed-Staffel jeweils Bronze gewannen, trat Velepec am 25. Februar 2025 überraschend mit sofortiger Wirkung noch vor Saisonende von seinem Amt zurück. Sein Nachfolger wurde Tobias Reiter.
Im Frühjahr 2025 übernahm Velepec als Nachfolger von Rafał Lepel das Amt als Cheftrainer der polnischen Nationalmannschaft der Männer.

## Biathlon-Weltcup-Platzierungen
| Platzierung                               | Einzel | Sprint | Verfolgung | Massenstart | Team | Staffel | Gesamt |
| ----------------------------------------- | ------ | ------ | ---------- | ----------- | ---- | ------- | ------ |
| 1. Platz                                  |        |        |            |             |      |         |        |
| 2. Platz                                  |        |        |            |             |      |         |        |
| 3. Platz                                  |        |        |            |             |      |         |        |
| Top 10                                    |        | 1      |            |             |      | 1       | 2      |
| Punkteränge                               | 2      | 4      |            |             |      | 3       | 9      |
| Starts                                    | 15     | 17     |            |             |      | 3       | 35     |
| Stand: Karriereende, Daten nicht komplett |        |        |            |             |      |         |        |